# Jeronimo de Vries
Pour les articles homonymes, voir de Vries.
Jeronimo de Vries (1776-1853) est un homme de lettres et numismate néerlandais.

## Biographie
Né à Amsterdam, il est appelé de bonne heure aux importantes fonctions de greffier de sa ville natale, et consacre ses loisirs aux lettres et aux arts, spécialement à la numismatique.
On a de lui :
- Vie d'Anaxagoras, Amsterdam, 1806, in-8° ;
- Éloge de Jérémie De Decker, Amsterdam, 1807, in-8° ;
- Histoire de la poésie néerlandaise, Amsterdam, 1808, 2 volumes in-8° ;
- Huqo Grotius et Marie de Reigersbergen, Amsterdam, 1827, in-8°.

Il a également traduit en néerlandais le traité de Grotius De veritate religionis christianae (Amsterdam, 1844), et fondé avec Van Kampen (1776-1839) le Hollandsch magazijn, importante revue littéraire et historique. On lui doit aussi la continuation du grand traité numismatique de Van Loon (1683-1758) Description des monnaies et médailles historiques de la Hollande. 